# 交野時晃
交野時晃（かたの ときあきら、文政元年（1818年）2月12日 - 文久元年（1861年）8月10日）は、幕末から明治時代にかけての公卿。
安政5年（1858年）、日米修好通商条約締結に反対し、嫡男の交野時万とともに廷臣八十八卿列参事件に参加した。

## 官歴
- 天保2年（1831年）：大和権守
- 天保5年（1834年）：従五位上
- 天保6年（1835年）：皇太后宮少進
- 天保9年（1838年）：正五位下
- 天保12年（1841年）：新清和院判官代
- 天保13年（1842年）：従四位下、左馬頭
- 弘化3年（1846年）：従四位上
- 弘化4年（1847年）：少納言
- 嘉永2年（1848年）：侍従
- 嘉永3年（1849年）：正四位下
- 安政元年（1854年）：従三位
- 安政5年（1858年）：宮内卿
- 安政6年（1859年）：正三位

## 系譜
- 実父：広橋胤定
- 養父：交野時雍
- 兄：交時時誠
- 子：交野時万